# سرهی شیشچنکو
سرهی شیشچنکو (اوکراینی: Сергій Юрійович Шищенко؛ زادهٔ ۱۳ ژانویهٔ ۱۹۷۶) بازیکن فوتبال اهل اوکراین است.
از باشگاه‌هایی که در آن بازی کرده‌است می‌توان به باشگاه فوتبال کریفباس کریفیی ریه، باشگاه فوتبال متالیست خارکوف، و باشگاه فوتبال شاختار دونتسک، باشگاه فوتبال چورنومورتس اودسا، اشاره کرد.
وی همچنین در تیم ملی فوتبال اوکراین بازی کرده‌است.